# Liste der Straßennamen von Frankfurt am Main/I

## Ib
Ibellstraße, Unterliederbach
Carl Friedrich Emil von Ibell (1780–1834), nassauischer Regierungspräsident. Der Herzog von Nassau schenkte ihm als Anerkennung ein Landgut in Unterliederbach.
Idarwaldstraße, Unterliederbach
Idarwald, in der Nähe von Idar-Oberstein gelegene Waldhöhe; benachbarte Straßen tragen die Namen benachbarter Mittelgebirgslandschaften (s. Hunsrückstraße, Soonwaldstraße, Wasgaustraße).
Idsteiner Straße, Gallus
Idstein ist eine ehemalige nassauische Residenzstadt mit gut erhaltenem historischem Kern, im hessischen Rheingau-Taunus-Kreis.
Ignatz-Bubis-Brücke, Innenstadt/Sachsenhausen
Die frühere Obermainbrücke erhielt 1999 den Namen des Frankfurter Kaufmanns und Vorsitzenden des Zentralrats der Juden.
Ilbenstädter Straße, Bornheim
Ilbenstadt, Stadtteil von Niddatal/Wetteraukreis. Im 12. Jahrhundert entstand dort das Kloster Ilbenstadt der Prämonstratenser, das 1803 der Säkularisation zum Opfer fiel. Die sehr sehenswerte Basilika trägt im Volksmund den treffenden Namen „Wetterauer Dom“.
Ilkenhansstraße, Eschersheim
Alteingesessene Eschersheimer Familie.
Ilse-Bing-Weg, Kalbach-Riedberg
Fotografin (1899–1998)

## Im
Im Braungeröll, Ginnheim
Flurname
Im Burgfeld, Praunheim
nach der untergegangenen Klettenburg, dem Sitz der 1628 ausgestorbenen Ritterfamilie.
Im Dörner, Bergen-Enkheim
Flurname, möglicherweise zurückzuführen auf Dornen, die bei der Dorfbefestigung eine wichtige Rolle spielten, denn das Gebück bestand aus Dornengehölz, um die Überwindung der Landwehr stark zu erschweren.
Im Enkheimer Weimerhaus, Bergen-Enkheim
Hier wird über die Herkunft des Namens gerätselt. Es könnte sich um ein „Weidenwehrhaus“ handeln, das zur Sicherung der Landwehr diente.
Im Füldchen, Rödelheim
Flurname eines Grundstücks, das ehedem, wie auch viele andere Güter in Rödelheim, dem Kloster Fulda gehörten.
Im Geeren, Eschersheim
vermutlich vom altdeutschen Wort Gehren stammend, das damals bei Holzfässern die auf einer Seite abgerundeten Enden eines Fassbodens bedeutete, und generell für spitzzulaufende Dinge (namentlich Landspitze) verwendet wurde, entsprechend also ein so geschnittenes Flurstück.
Im Grund, Nied
Die bei der Eingemeindung 1928 gewählte Bezeichnung greift einen Flurnamen auf (davor Bergstraße). Möglicherweise verweist dieser Flurname auf den Nieder Grundbesitz des Mainzer Mariengredenstiftes.
Im Heidenfeld, Heddernheim
Die Ruinenlandschaft der untergegangenen römischen Stadt Nida wurde von der christlichen Bevölkerung als Heidenfeld bezeichnet. Heute erinnert außer den Straßennamen nichts mehr an diese Zeit.
Im Heimgarten, Seckbach
Die Straße verläuft in der Wohnsiedlung Heimgarten, die kurz nach der Wende zum 20. Jahrhundert entstand.
Im Heisenrath, Schwanheim/Goldstein
Alte Flurbezeichnung in der Gemarkung Schwanheim, ursprünglich „Ober dem Heise-Rod“
Im Herzen von Europa, Sachsenhausen
Die Zufahrtstraße von der Otto-Fleck-Schneise zum Profi-Camp der Eintracht Frankfurt ist seit 2021 nach der Vereinshymne benannt.
Im Kammerdorf, Fechenheim
Zu karolingischer Zeit war Fechenheim ein königliches Kammerdorf, d. h. die Siedler hatten zur Versorgung der königlichen Hofhaltung im Frankfurter Saalhof beizutragen. Fechenheim lieferte meist das Holz.
Im Kirschenstück, Bergen-Enkheim
Als die Weinberge am Berger Hang immer mehr verschwanden, wurden stattdessen Obstbäume gepflanzt, also auch Kirschenplantagen.
Im Klingenfeld, Berkersheim
Flurnamen mit ...klingen weisen auf Talschluchten bzw. Bäche hin. Hier fällt das Gelände etwa 35 Meter zur Nidda ab.
Im Mellsig, Eschersheim
Flurbezeichnung.
Immermannstraße, Dornbusch
Carl Leberecht Immermann (1796–1840), deutscher Schriftsteller, Lyriker und Dramatiker. Er wurde 1838 durch die Philosophische Fakultät der Friedrich-Schiller-Universität Jena zum Ehrendoktor ernannt.
Im Mittleren Sand, Sossenheim
Flurbezeichnung an der Mündung des Sulzbachs in die Nidda im Sossenheimer Unterfeld. Um 1950 entstand hier eine Wohnsiedlung.
Im Nardholz, Eschersheim
Flurbezeichnung
Im Prüfling, Bornheim
Ein altes Weinbauareal, in dem Weinstöcke durch Verwendung von Propfreben gezielt veredelt und kultiviert wurden. So hieß das Feld bereits 1331 „Hinter den Proffelingen“ genannt.
Im Rebstock, Altstadt
Das ehemalige, teilweise überbaute Höfchen verband die Neue Gasse mit der Kruggasse. Im namengebenden Gasthaus Zum Rebstock am östlichen Ende des Sträßchens wurde 1816 Friedrich Stoltze geboren. Ein Rebstock ist eine Weinpflanze. Im Stadtteil Bockenheim gibt es eine Siedlung gleichen Namens.
Im Rosenträger, Bergen-Enkheim
Der Name hat nichts mit Rosen zu tun, denn die wurden dort nicht angebaut. Mutmaßungen lediglich, aber es könnte von Rosinen abgeleitet sein, also getrockneten und damit sehr süßen Trauben.
Im Sachsenlager, Westend
Während des Fürstenaufstandes 1552 belagerte ein Heer protestantischer Fürsten um Moritz von Sachsen drei Wochen lang das von kaiserlichen Truppen verteidigte Frankfurt, musste aber wegen zwischenzeitlich eingetretener Friedensverhandlungen unverrichteter Dinge wieder abziehen. Das Heer von Moritz von Sachsen hatte sich außerhalb der Frankfurter Stadtmauern im Abschnitt zwischen Galluswarte und Friedberger Warte niedergelassen.
Im Sechholder, Nied
Das „Sech“ war ein horizontal schneidendes zusätzliches Pflugmesser, mit dem die Holundersträuche leichter gerodet werden konnten.
Im Sperber, Bergen-Enkheim
Hier muss gerätselt werden. Vielleicht war die Sperrwehr Pate, vielleicht der Speierlingsbaum, der auch Sperbebaum genannt wurde.
Im Staffel, Seckbach
Staffel bedeutete Stabholz, das Zimmerleute gerne verwenden. Diese Art von Holz dürfte auf dem besagten Areal gewachsen sein.
Im Teller, Oberrad
Ein mit Grauerlen oder Ellern besetztes Grundstück, das nach „süddeutscher Grammatik“ im Deller genannt wurde.
Im Triborn, Bergen-Enkheim
Der Triborn, eine recht wasserreiche Quelle, die ursprünglich drei Röhren benötigte, um das heraus sprudelnde Wasser zu fassen.
Im Trieb, Seckbach
bis zur Eingemeindung Bergen-Enkheims 1977 Triebstraße, Verbindungsstraße zwischen Wilhelmshöher Straße und Sausee.
Im Trierischen Hof, Altstadt
Trier war im Mittelalter eine bedeutende Großstadt und besaß, wie einige andere, einen eigenen Handelshof in der Messestadt Frankfurt.
Im Trutz Frankfurt, Westend
Trutz bedeutet hier Trotz oder Widerstand. Der unter „Im Sachsenlager“ erwähnten Belagerung 1552 war die Aufforderung zur freiwilligen Öffnung der Stadttore vorausgegangen, die die Frankfurter mit einem trotzigen „Nein“ beantworteten. Sie taten gut daran, denn die Folge wäre eine Plünderung gewesen.
Im Uhrig, Eschersheim
Flurbezeichnung
Im Vogelsgesang, Hausen
die Deutung, dass in den dortigen Sträuchern und Bäumen Vögel gerne nisteten und trällerten, ist zweifelhaft. Das Wort „sang“ deutet häufig auf „sengen“, da Brandrodungen ein beliebtes Mittel waren, schnell urbares Land zu gewinnen.
Im Waldfeld, Hausen
ehemaliges Hausener Wäldchen, das an der Grenze zu Praunheim stand, seinerzeit auch die „große Lohe“ genannt.
Im Weimel, Praunheim
alte Flurbezeichnung, die darauf hindeutet, dass dort Weinbeeren, sprich Weingärten waren.
Im Wickengarten, Bergen-Enkheim
Das steile Gelände eignete sich vermutlich kaum für Ackerkulturen und wurde für die pflegeleichten Saatwickenkulturen genutzt, die als Viehfutter und Gründünger beliebt waren.
Im Wörth, Eschersheim
Wörth ist identisch mit Werder, Sumpf bzw. Flussinsel.
Im Ziegelfeld, Nied
Dort dürfte, wie Funde belegen, die Zentralziegelei der römischen Truppen angesiedelt gewesen sein, die im Bereich der Höchster Altstadt zuvor ein Kastell hatten.

## In
Inckusstraße, Dornbusch
Johann Inckus aus Gießen heiratete im 14. Jahrhundert nach Frankfurt ein und begründete das Patriziergeschlecht Inckus zu Schwanau. Bereits Ende des 15. Jahrhunderts mit Jeckel Inckus als letztem Vertreter wieder ausgestorben. Er vermachte sein Erbe der Kirche.
In den Aspen, Harheim
Flurbezeichnung
In den Biegen, Harheim
Flurbezeichnung
In den Grummetwiesen, Praunheim
Flurbezeichnung (1456 vff die Grumat wiesen). Grummet ist das aus dem zweiten Schnitt eines Jahres gewonnene Heu.
In den Teichen, Seckbach
bezieht sich auf das Feuchtgebiet der Seckbacher Niederung mit Sausee und Seckbacher Ried sowie eine Sumpflandschaft, die von einem Altarm des Mains gebildet wurde.
In den Zeuläckern, Seckbach
Flurbezeichnung, die auf Äcker zurückgeht, die der Seckbacher Bauernfamilie Zeul gehört haben.
In der Beginenklause, Oberrad
Bis 1530, also bis zur Reformation, bestand in Oberrad eine Beginenklause. Alleinstehende Frauen und Witwen, die meist begütert waren, schlossen sich zu religiösen Gemeinschaften zusammen, ohne jedoch einer Ordensgemeinschaft anzugehören. Anders als in Orden war es möglich, diese wieder zu verlassen.
In der Fuchskaut, Harheim
Flurbezeichnung. Kaut oder Kaute ist mundartlich für Grube.
In der Kätcheslach, Kalbach-Riedberg
Kätcheslach, künstlich angelegter, nur zeitweise fließender Bach aus dem Gebiet um den Martinszehnten, der in den Kalbach mündet. Namensgebung noch nicht eruiert
In der Kron, Rödelheim
Flurbezeichnung (1848 nachgewiesen)
In der Krümm, Nied
Flurbezeichnung
In der Römerstadt, Heddernheim/Praunheim
Zwischen 80 und 250 nach Christus war die Stadt Nida eine blühende römische Handelsstadt und Mittelpunkt des kulturellen und politischen Lebens.
In der Sauren Wiese, Seckbach
grenzt unmittelbar an das Seckbacher Ried.
In der Schildwacht, Griesheim
Als Schildwachen wurden die zur Stadtmauer bzw. Dorfbefestigung führenden Wege bezeichnet, die regelmäßig bei Tag und Nacht durch Wachen begangen wurden.
Ingelheimer Straße, Schwanheim
Ingelheim am Rhein, Kreisstadt im Landkreis Mainz-Bingen. Bekannt durch seine Rotweine und als Sitz eines Pharmafabrik.
Ingolstädter Straße, Ostend
Ingolstadt an der Donau, kreisfreie Großstadt in Oberbayern. Bis 1800 Sitz einer bedeutenden Universität, die dann aus politischen Gründen nach München verlagert wurde.
Inheidener Straße, Bornheim
Inheiden, seit etwa 1972 Stadtteil von Hungen im Landkreis Gießen
Inselsbergstraße, Unterliederbach
Der Große Inselsberg (916 m) ist einer der höchsten Berge im Thüringer Wald.
Insterburger Straße, Bockenheim
Insterburg, russisch Tschernjachowsk, ist eine Stadt im ehemaligen Ostpreußen.
Intzestraße, Ostend
Professor Otto Intze (1843–1904), aus Aachen gebürtig, erbaute 1891 die erste Trinkwassertalsperre im Eschbachtal.

## Is
Iselinstraße, Riederwald
Isaak Iselin (1728–1782), schweizerischer Philosoph, Historiker, Philanthrop und Schriftsteller. 1777 gründete er die heute noch bestehende Basler Gesellschaft zur Beförderung des Guten und Gemeinnützigen.
Isenburger Schneise, Sachsenhausen
Neu-Isenburg ist die südlich angrenzende Nachbarstadt Frankfurts. Die Grenze zu Neu-Isenburg ist der einzige seit dem Mittelalter unveränderte Abschnitt der Frankfurter Stadtgrenze.
Isenburgstraße, Bergen-Enkheim
Das Adelsgeschlecht Isenburg, auch Ysenburg geschrieben, nach der Isenburg bei Neuwied am Rhein benannt, erwarb große Ländereien in der Region Offenbach – Büdingen – Birstein. Es teilte sich im Laufe der Jahrhunderte in viele Linien auf, darunter die Grafschaft Isenburg-Büdingen. Neu-Isenburg ist eine Stadt, die von Graf Philipp zu Ysenburg und Büdingen 1699 den hugenottischen Flüchtlingen aus Frankreich zur Verfügung gestellt wurde.